# Modernisme (rooms-katholiek)
Het modernisme is een vooral rooms-katholiek, theologisch verzamelbegrip uit de 19e en begin van de 20e eeuw voor filosofische en theologische opvattingen, die zijn gebaseerd op een nadruk op enerzijds de historisch-kritische hermeneutiek van Bijbelse en andere geloofsdocumenten en anderzijds op de individuele geloofservaring. De aanvankelijke doelstelling van de modernisten was het verzoenen van de kerkelijke boodschap met de actuele ontwikkelingen in de wetenschap, filosofie en maatschappij (dit laatste meer bepaald door onder andere te beweren dat men de emancipatie van de leek in politiek en samenleving nastreefde).
Een van de belangrijke punten uit deze stroming is het afscheid nemen van het supranaturalisme (van de bovennatuur) en het bestrijden van de historiciteit van geloofswaarheden (dogma's). Het modernisme bepleitte tegenover het supranaturalisme en de neoscholastieke traditie een grotere waardering voor de natuurlijke openbaring (zoals in de natuurlijke theologie), benadrukking van de taalgebonden en cultureel-historische omstandigheden waarin dogma's zijn vervat en erkenning van een waarheidsgehalte in de pretenties van andere godsdiensten (zoals in het irenisme). Kenmerkende exponent van modernistische opvattingen is het historicisme.
Belangrijke vertegenwoordigers van het modernisme waren de Brit George Tyrrell en de Franse theologen Joseph Turmel en Alfred Firmin Loisy. Loisy verklaarde de inspiratie van de H. Schrift slechts begrensd geldig en benadrukte een pantheïstische zienswijze tegenover de transcendentie van God. Tyrrell meende dat de openbaring niet te verzoenen is met de leerstellige aanspraken van de kerk. In Nederland kan de predikant-dichter Francois HaverSchmidt als vertegenwoordiger van het modernisme worden beschouwd.

## Strijd tegen het modernisme
Na de bekendmaking van de encycliek Quanta Cura en de Syllabus Errorum van paus Pius IX in 1864, nam paus Pius X de bestrijding van het theologisch modernisme ter hand. Het subjectieve religieuze gevoel, de evolutie van de dogma's, de inhoudelijke verandering van de geloofswaarheden en de louter naturalistische ervaringstheologie vormden het gevaar voor de ware godsdienst en godsdienstbeleving. Met de apostolische constitutie Lamentabili Sane Exitu ("met waarlijk erbarmelijke resultaten")  in de zomer van 1907 en de encycliek Pascendi Dominici Gregis van september 1907 veroordeelde Pius X het theologisch modernisme als "synthese van alle ketterijen". In deze encycliek veroordeelde de paus uiteenlopende opvattingen, die onder de term modernisme werden samengebracht. In november 1907 vaardigde Pius X zijn motu proprio Praestantia Scripturae uit, waarin elke modernist met excommunicatie werd bestraft. In 1910 voerde Pius X de antimodernisteneed in, die door elke geestelijke moest worden afgelegd, totdat de eed in 1967 door Paulus VI nog slechts facultatief werd gesteld en niet langer verplicht werd afgenomen of aangeboden.
Vanaf 1907 werden talrijke professoren en theologen op grond van de verdenking van modernisme afgezet, die inmiddels binnen katholieke instituten tot hoge posities waren opgeklommen. Onder leiding van kardinaal Rafael Merry del Val werd ook binnen het Vaticaan elke geestelijke getoetst op mogelijk aanwezig modernisme. Kardinaal Merry del Val - voor wie thans een zaligverklaringsprocedure loopt - had aanvankelijk de leiding over deze strijd tegen het modernisme, maar verloor enige tijd aan invloed tegenover de enigszins fanatieke prelaat Umberto Benigni die al snel theologische strijd verwisselde met politieke strijdbeelden. Onder leiding van Benigni en zijn integralisten (de term 'integralisme' voor Benigni kwam pas na 1947 in gebruik) werden vele theologen en geestelijken ongemeen fel bestreden en beschuldigd van modernisme. De documenten van paus Pius X hadden het modernisme zo omvattend geformuleerd, dat niet alleen extreme, modernistische opvattingen zoals die van Loisy of Tyrrell verdacht waren. Menig exegeet, theoloog of priester die vrijheid van onderzoek bepleitte, kon een aanklacht wegens modernisme verwachten. Umberto Benigni richtte een internationaal netwerk op van informanten, die verdachte activiteiten of uitlatingen van priesters en leken aan hem moesten rapporteren. Deze "inlichtingendienst" kon enige tijd openbaar opereren onder de naam Sodalitium Pianum en kwam pas in 1944 onder de Duitse bezetting in Italië tot een einde, door bloedig ingrijpen van de Gestapo en nazi-censuur die een reactionair-klerikale samenzwering tegen de nazi-autoriteiten en Mussolini vermoedden. Bekende priesters en leken zijn slachtoffer geworden van de campagnes van Benigni en diens medestanders, in Nederland bijvoorbeeld de aalmoezenier Henri Poels, maar ook de leerstellig rechtgelovige en slechts politiek-progressieve Alfons Ariëns. De geschiedschrijving gaat er vaak van uit dat de volgens huidige kerkhistorici ongenuanceerde opstelling van paus Pius X voor een groot deel te wijten is aan de funeste politiserende invloed van Umberto Benigni. Deze wanpraktijken werd met de komst van paus Benedictus XV een halt toegeroepen, hoewel dezelfde paus verklaarde de strijd tegen modernistische opvattingen voort te zetten. Benedictus XV noemde in zijn encycliek 
Ad beatissimi apostolorum het theologisch modernisme een "pestziekte".
In 1950 keerde Pius XII zich tegen een aantal theologische ontwikkelingen in zijn encycliek Humani Generis. Hierin wordt de opvatting gehekeld, dat enkele moderne stromingen de existentie van individuen loskoppelt van de ontologische absoluutheid van de dingen. Dit existentialisme leidt logischerwijze tot het historicisme, waarin elke waarheid haar absolute geldigheid verliest en een product van historische en culturele factoren wordt. Verder wordt ook gekritiseerd dat in de individuele godsdienstige beleving de objectiviteit van de bovennatuurlijke openbaring en het leergezag wordt verwaarloosd. Vanuit dezelfde houding komt men volgens Pius XII ook tot een "te vergaand irenisme", waarin de geldigheid van het rooms-katholieke geloof als hindernis voor oecumene wordt gezien. Deze verschillende dwalingen en veroordeelde stromingen werden reeds in 1950 en daarna als "neo-modernisme" betiteld, omdat menig katholiek prelaat aan instellingen een duidelijke herleving van op het oorspronkelijk veroordeelde modernisme gelijkende dwaalleren waarnam. Pius XII liet echter geen buiten-curiaal netwerk toe dat ook deze neo-modernisten zou moeten identificeren.

## Humani Generisen de balans
Feitelijk betekende de encycliek Humani Generis reeds een afsluiting van de strijd tussen modernisten en theologisch integralisten, zoals die sinds het eind van de 19e eeuw en gedurende de eerste decennia van de 20e eeuw plaats had gevonden. De balans van paus Pius XII integreert enigszins resultaten van de moderne wetenschap en filosofie in de theologie, dogmatiek en pastoraal van de kerk. De moderne wetenschappen als instrumenten in het vrije theologische onderzoek worden door Pius XII erkend en geprezen. Een gematigde herbezinning op de oerkerk ("herbronning") wordt op zich positief gewaardeerd. Anderzijds wordt de eenzijdige relativering van de dogma's (waarheden van het geloof) als resultaat van historisch-semantische ontwikkelingen ten strengste afgewezen. De individuele geloofservaring moet toetsbaar blijven en zich verplichtend oriënteren aan het leergezag en de opdracht van de kerk, aldus aan de bovennatuurlijke openbaringsleer.
Vooral in de Liturgische Beweging die tot 1930 sterk restauratief en herstellend geweest was, kwamen nieuwe - soms door het Vaticaan als gevaarlijk beschouwde (zie hiervoor de encycliek Mediator Dei) - opvattingen tot bloei. Met behulp van historisch-kritisch onderzoek werd geprobeerd een beeld te krijgen van de wezenlijke liturgische elementen in de oude kerk. Onder Pius XII werden enige liturgische vernieuwingen ingevoerd onder impuls van zowel gematigd- als radicaal-veranderingsgezinde geestelijken onder wie Hannibale Bugnini. Paus Johannes XXIII liet een concilie bijeengeroepen om de katholieke kerk in dialoog te laten gaan met de moderne wereld en volgens een aggiornamento aan de tijd aan te willen passen. Tijdens het tweede Vaticaans Concilie (1962-1965) kwam het binnen de kerk tot een nieuwe aanvaring tussen 'integralisten' en degenen die in verschillende opzichten aanleunden tegen het modernisme. Zoals Pius XII in 1950 in zijn encycliek anticipeerde en jammerlijk vreesde, zouden de jonge aanhangers van de Nouvelle Théologie (Karl Rahner, Hans Küng, Henri de Lubac, Yves Congar, en in mindere mate de jonge Joseph Ratzinger) ook een door enkelen als neo-modernistisch bestempelde weg inslaan.

## Postconciliaire ontwikkelingen
Kort na het tweede Vaticaans Concilie kwam het, onder invloed van sommige van de genoemde theologen, in sommige landen tot een opleving van de uitwassen van een nieuw soort modernisme, dat neomodernisme wordt genoemd. Het uit zich in verzet tegen de "ambtskerk", geldigheid van dogma's en leergezag, relativisme, irenisme, symbolische interpretatie van geloofswaarheden en historicisme. Dat uitte zich onder meer in de Tweede Beeldenstorm, pseudoconciliaire structuren (Landelijk Pastoraal Concilie te Noordwijkerhout), en het pleiten voor openstelling van het priesterambt voor vrouwen, afschaffing van het pausambt, afwijzing van de sacramenten en de kerk als heilsinstrument, loslaten van de absolute beschermwaardigheid van het leven (abortus, euthanasie). Deze stroming is vooral te vinden in de westerse academische theologie.
Anderzijds kwam het na het tweede Vaticaans Concilie volgens onder andere Hans Urs von Balthasar ook tot een opleving van een neo-integralisme, dat vooral belichaamd wordt door de zogenaamde katholieke traditionalisten van Marcel Lefebvre. Deze wijzen de verbreding en verdieping van de theologische uitspraken van het pastorale concilie af en beoordelen de openingen naar de oecumene en de opkomst van het oecumenisme, de individualisering in het geloof, de vergroting van de rol van de leek in verschillende delen van de delen en de hervorming van de liturgie zelf, alsmede de liberaliserende tendensen in de verhouding tussen Kerk en staat zoals voorgestaan door het Vaticaan na 1965, uiterst negatief.

## Actueel spraakgebruik
In de 21e eeuw wordt de term neomodernisme volop gehanteerd, vrijwel zonder uitzondering door anti-modernisten. Daarbij bestaat er evenwel groot verschil wat onder neomodernisme en anti-modernisme begrepen moet worden:
- Traditionalisten beschouwen verschillende besluiten en formuleringen van Vaticanum II als uitvloeisels van het modernisme en gebruiken voor hen die deze veranderingen en ingrepen ondersteunden of aanvuurden, ook wel de term neomodernisme. Voor traditionalisten zijn bijvoorbeeld de theologen Marie Joseph Lagrange, Karl Rahner, Henri de Lubac en Yves Congar reeds neomodernisten.

- Katholieken, die de besluiten van het tweede Vaticaans Concilie ten volle aanvaarden (maar vaak wel kritiek uitoefenen op de manier waarop deze in post-conciliaire ontwikkelingen vorm kregen), gebruiken de term neomodernisme voor de - in hun ogen - relativistische opvattingen zoals die voornamelijk door westerse academische theologen en tegenstanders van de "ambtskerk" worden vertegenwoordigd, bijvoorbeeld door Hans Küng, Uta Ranke-Heinemann, Eugen Drewermann, Mary Daly, Huub Oosterhuis en Edward Schillebeeckx.